# Choi Soon-ho
Pour les articles homonymes, voir Choi.
Dans ce nom coréen, le nom de famille, Choi, précède le nom personnel.
Choi Soon-ho (coréen : 최순호), (né le 10 janvier 1962 à Chungju en Corée du Sud), est un footballeur international et entraîneur sud-coréen.

## Palmarès

### Joueur

#### Club

##### POSCO Atoms
- Champion de la K-League : 1986
- Finaliste de la K-League : 1985, 1987

##### Lucky-Goldstar Hwangso
- Champion de la K-League : 1990
- Finaliste de la K-League : 1989

#### Sélection

##### Corée du Sud
- Finaliste de la Coupe d'Asie des nations : 1980
- Médaille d'or aux Jeux asiatiques : 1986
- Médaille de bronze aux Jeux asiatiques : 1986

#### Individuel
- Meilleur buteur de la Coupe d'Asie des nations de football : 1980
- Équipe type de la K-League : 1984 (attaque)
- All-Star Game K-League : 1991

### Entraîneur

#### Club

##### Pohang Steelers
- Finaliste de la K-League : 2004
- Finaliste de la coupe de Corée du Sud de football : 2001, 2002

##### Ulsan Hyundai Mipo Dockyard
- Champion de la Ligue nationale de Corée du Sud : 2007, 2008
- Finaliste de la coupe de Corée du Sud de football : 2005
- Finaliste du championnat national de Corée du sud : 2006
- Champion de la coupe du président de Corée du sud : 2005, 2008

#### Individuel
- All-Star Game K-League : 2004

### Buts internationaux
| Date              | Lieu           | Adversaire          | But    | Résultat |
| ----------------- | -------------- | ------------------- | ------ | -------- |
| 25 août 1980      | Chuncheon      | Indonésie           | 1 but  | 3-0      |
| 27 août 1980      | Daejeon        | Thaïlande           | 1 but  | 3-2      |
| 16 septembre 1980 | Koweït         | Malaisie            | 1 but  | 1-1      |
| 19 septembre 1980 | Koweït         | Qatar               | 1 but  | 2-0      |
| 21 septembre 1980 | Koweït         | Koweït              | 2 buts | 3-0      |
| 24 septembre 1980 | Koweït         | Émirats arabes unis | 3 buts | 4-1      |
| 24 avril 1981     | Koweït         | Thaïlande           | 2 buts | 5-1      |
| 21 mars 1982      | Séoul          | Japon               | 1 but  | 3-0      |
| 10 mai 1982       | Bangkok        | Indonésie           | 1 but  | 2-0      |
| 11 juin 1982      | Gwangyang      | Bahreïn             | 1 but  | 3-0      |
| 21 novembre 1982  | New Delhi      | Yémen du Sud        | 2 buts | 3-0      |
| 6 juin 1985       | Daejeon        | Thaïlande           | 1 but  | 3-2      |
| 8 juin 1985       | Gwangju        | Bahreïn             | 2 buts | 3-0      |
| 15 juin 1985      | Séoul          | Irak                | 2 buts | 2-0      |
| 30 juillet 1985   | Jakarta        | Indonésie           | 1 but  | 4-1      |
| 14 décembre 1985  | Nezahualcoyotl | Algérie             | 1 but  | 2-0      |
| 10 juin 1986      | Puebla         | Italie              | 1 but  | 2-3      |
| 20 septembre 1986 | Busan          | Indonésie           | 1 but  | 3-0      |
| 3 octobre 1986    | Séoul          | Indonésie           | 2 buts | 4-0      |
| 19 juin 1988      | Suwon          | Zambie              | 1 but  | 4-0      |
| 26 octobre 1988   | Tokyo          | Japon               | 1 but  | 1-0      |
| 27 mai 1989       | Séoul          | Malaisie            | 1 but  | 3-0      |